# Lynne Evans
Lynne Evans, född 5 augusti 1948, är en brittisk bågskytt. Hon deltog vid olympiska sommarspelen 1972.